# M50 motorway (Irland)
Der M50 motorway (irisch mótarbhealaí) ist eine irische Autobahn, die den C-förmigen Autobahnring um Dublin bildet. Im Norden endet die Strecke am Eingang zum Dublin Port Tunnel, das südliche Ende ist am Kreuz mit der M11. Sie ist ein Teil der Europastraße 1.

## Geschichte

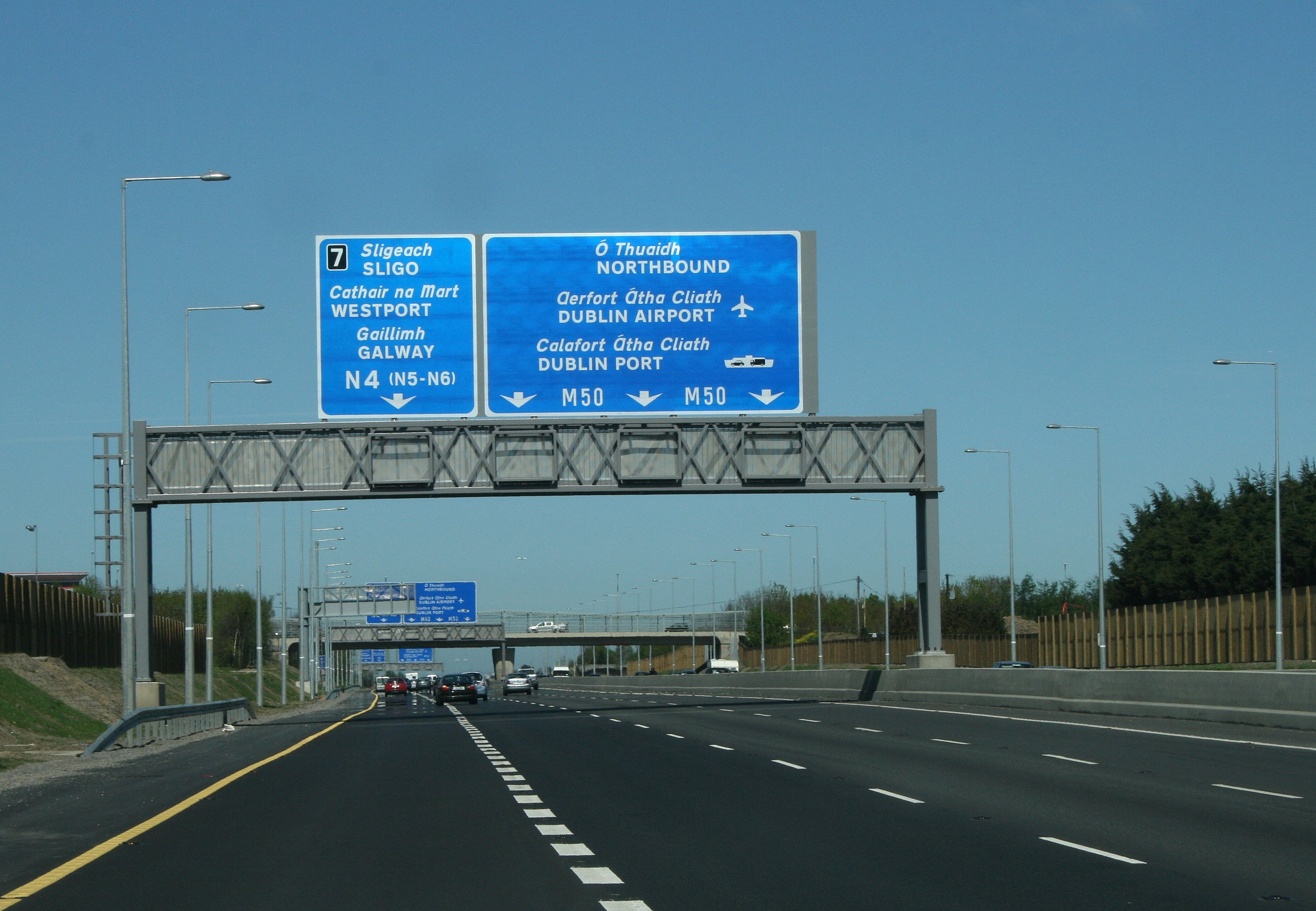
Die M50 bei Ballymun

Über die Errichtung der Autobahn wurde erstmals 1971 nachgedacht und anschließend dem nationalen Verkehrsausschuss vorgelegt. Der Bau des ersten Abschnittes, dem Western Parkway, begann 1987. Der Abschnitt zwischen den Anschlussstellen 6 (Blanchardstown) und 11 (Tallaght) wurde 1990 für den Verkehr freigegeben. Diesem folgten 1996 der Northern Cross Abschnitt zwischen den Anschlussstellen 3 (Kreuz M1) und 6 sowie 2001 die Eröffnung des Abschnittes zwischen den Abfahrten 11 und 13 (Dundrum).
Die gesamte Autobahn M50 wurde am 30. Juni 2005 eröffnet, ehe am 20. Dezember 2006 der Dublin Port Tunnel für den Verkehr freigegeben wurde.
Im Frühjahr 2006 wurde mit der Sanierung der M50 begonnen. Viele der Kreisverkehre wurden durch kreuzungsfreie Ausfahrten ersetzt, sodass der Verkehr flüssiger fließen kann und es zu weniger Staus kommt. Außerdem wurde die Autobahn zwischen dem Kreuz mit der M1 und der Ausfahrt 13 Sandyford sechsspurig ausgebaut. Am Sonntag, dem 7. Februar 2010, wurde die M50 vollständig fertiggestellt.

## Verlauf
Gegen den Uhrzeigersinn beginnt die M50 am Eingang des Dublin Port Tunnel (mautpflichtig) und verläuft durch den Tunnel nach Norden, ehe sie am Kreuz mit der M1 nach Westen abbiegt. Im weiteren Verlauf überquert sie den Liffey über die West-Link Mautbrücke. Am südöstlichen Ende von Dublin geht die M50 in die M11 über.
Jede Nationalstraße, die von Dublin aus verläuft, hat eine Auffahrt zur M50, die in der Regel die Form eines Kreisverkehrs (über oder unter der Fahrbahn) hat. Weiterhin werden noch wichtige Vororte (z. B. Ballymun, Tallaght, Dundrum oder Sandyford) mit eigenen Auffahrten durch die M50 verbunden. 
Es gibt 16 Auffahrten mit den Nummern 1 bis 17, die Nummer 8 fehlt – diese wurde ursprünglich für eine Erweiterung der Autobahn M7 zwischen Lucan und Clondalkin reserviert. Es ist aber unwahrscheinlich, dass diese Strecke realisiert wird.

## Ostumgehung
Es gibt darüber hinaus Pläne, auch eine Ostumgehung von Dublin in Angriff zu nehmen. Dieser Vorschlag ist allerdings umstritten, denn dazu müsste ein Tunnel ab Ringsend unter dem Strand von Sandymount bis zum (oder sogar durch das) Vogelschutzgebiet Booterstown Marsh gebaut werden. 
Der Dubliner Hafentunnel bildet den nördlichen Teil der Ostumgehung. Er wurde am 20. Dezember 2006 eröffnet und ist für Busse und LKW gebührenfrei. Das mit ursprünglich 450 Millionen Euro veranschlagte Projekt kostete letztlich um 750 Millionen Euro. Der 4,5 km lange Tunnel soll LKW aus dem Innenstadtbereich heraushalten, Fahrzeuge mit mehr als 4,65 Meter Höhe passen aber nicht in den Tunnel und müssen über die East Wall Road fahren.
Die Ostumgehung soll sich bei Sandyford wieder mit der M50 vereinen – der notwendige Bauplatz für das Autobahnkreuz wurde bereits bei der Planung der westlichen M50 berücksichtigt und die Trasse von der westlichen M50 zur N11 bei Booterstown wurde im Flächennutzungsplan freigehalten.